# Kamenica nad Hronom
Kamenica nad Hronom (Hongaars:Garamkövesd) is een Slowaakse gemeente in de regio Nitra, en maakt deel uit van het district Nové Zámky.
Kamenica nad Hronom telt 1323 inwoners.

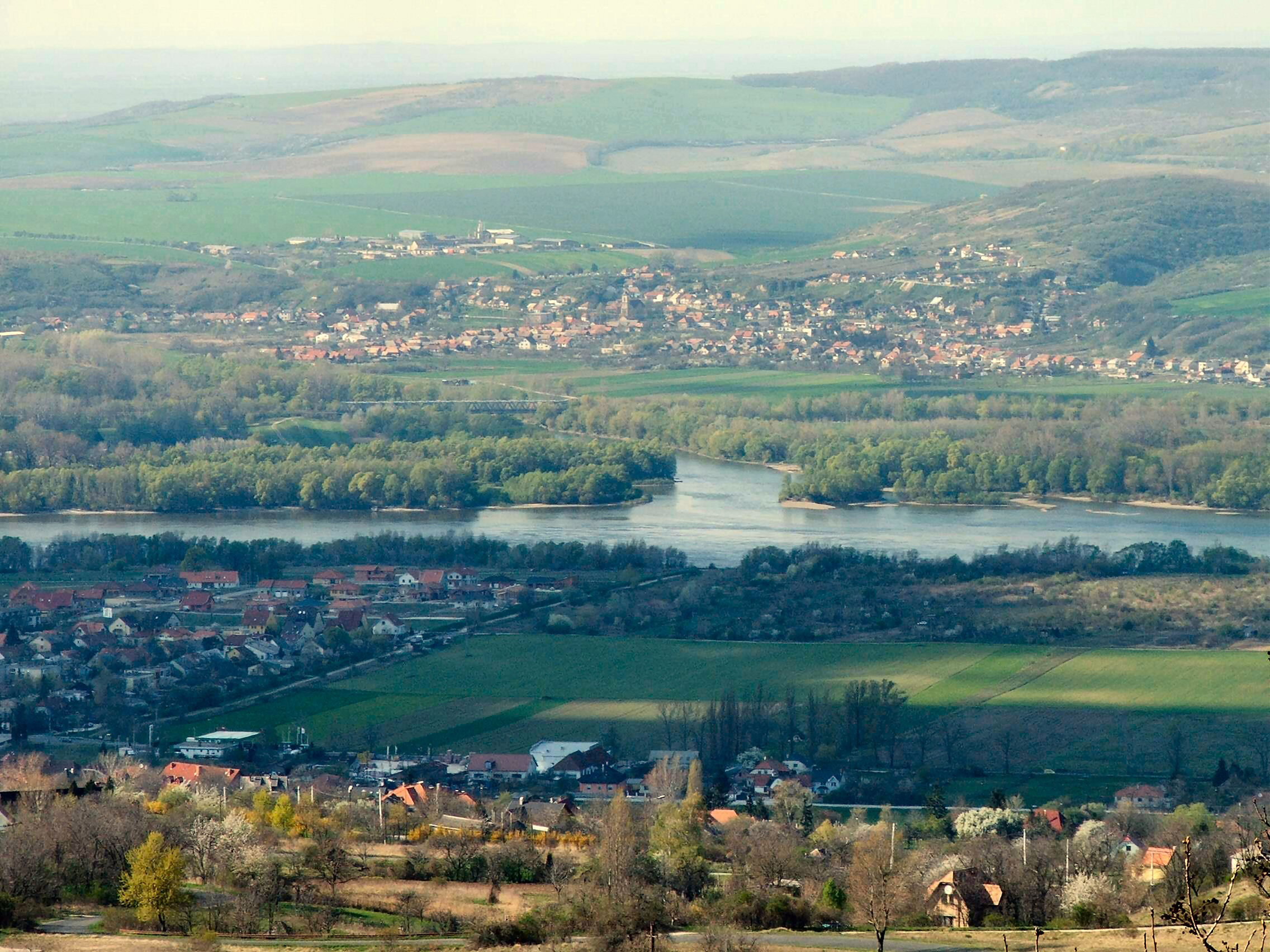
Kamenica nad Hronom
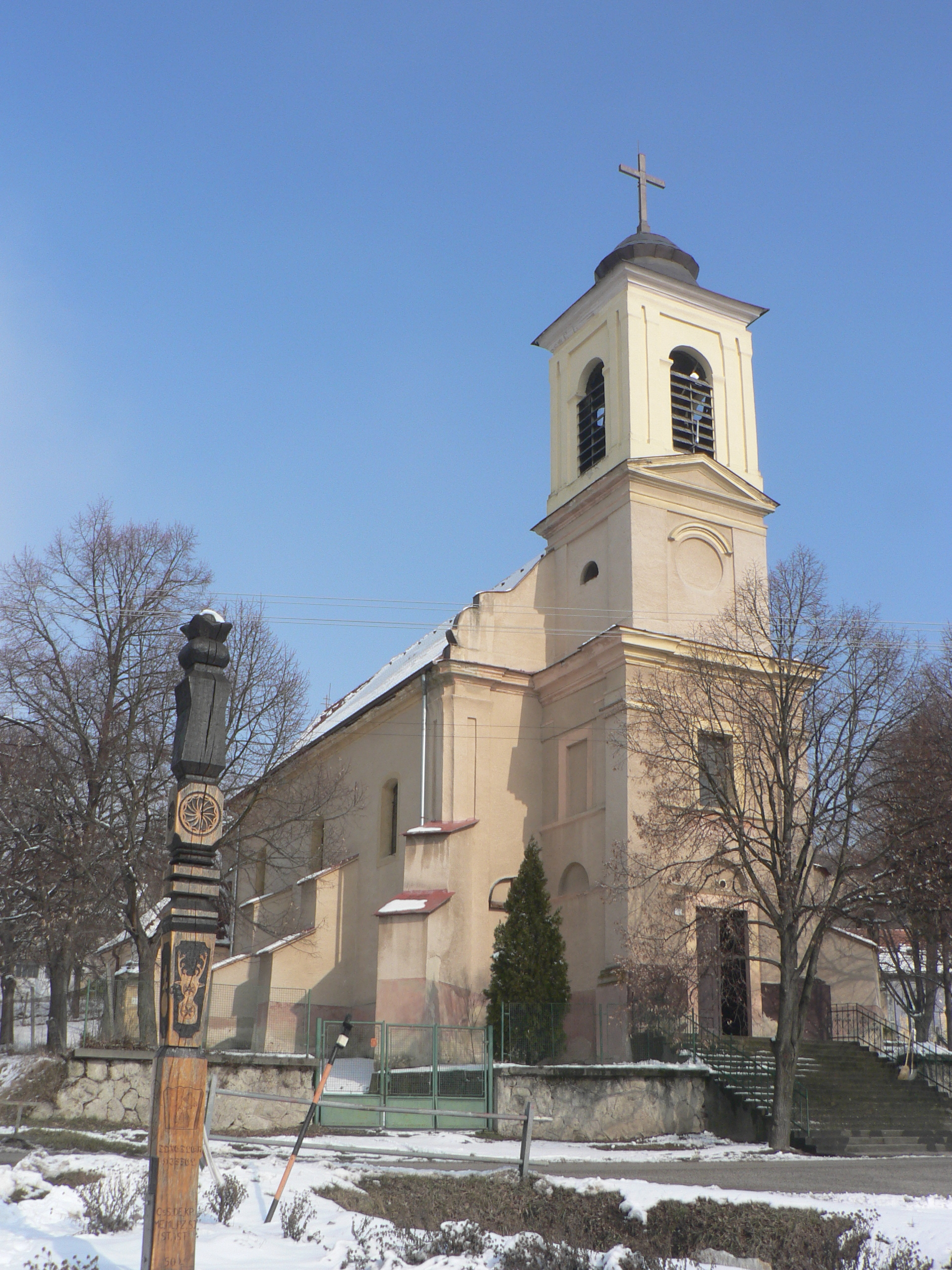
Rooms-Katholieke kerk